# Стотит

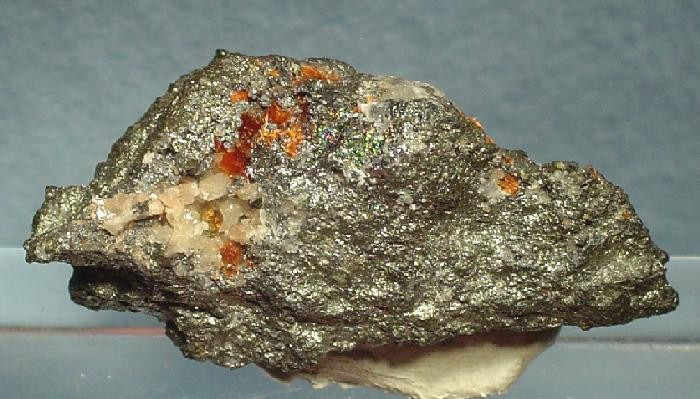
Стотит

Стотит (англ. stottite; нім. Stottit m) — мінерал, гідрооксид каркасної будови. Названий за прізвищем англійського геолога Е.Стотта (E.Stott), H.Strunz, G.Söhnge, B.H.Geier, 1958.

## Опис
Хімічна формула: Fe2+Ge(OH)6.
Склад у % (з родов. Цумеб, Намібія): FeO — 34,81; GeO2 — 41,75; H2O — 21,84. Домішки: MnO, CaO.
Сингонія тетрагональна. Тетрагонально-дипірамідальний вид. Форми виділення: псевдооктаедричні кристали. Спайність ясна по (100) і (010). Густина 3,6. Тв. 4,5-5,0. Колір коричневий p з оливковим відливом. Блиск жирний. Продукт окиснення сульфідних ґерманійвмісних руд. Знайдений у зоні окиснення родов. Цумеб (Намібія).